# McKee Barracks

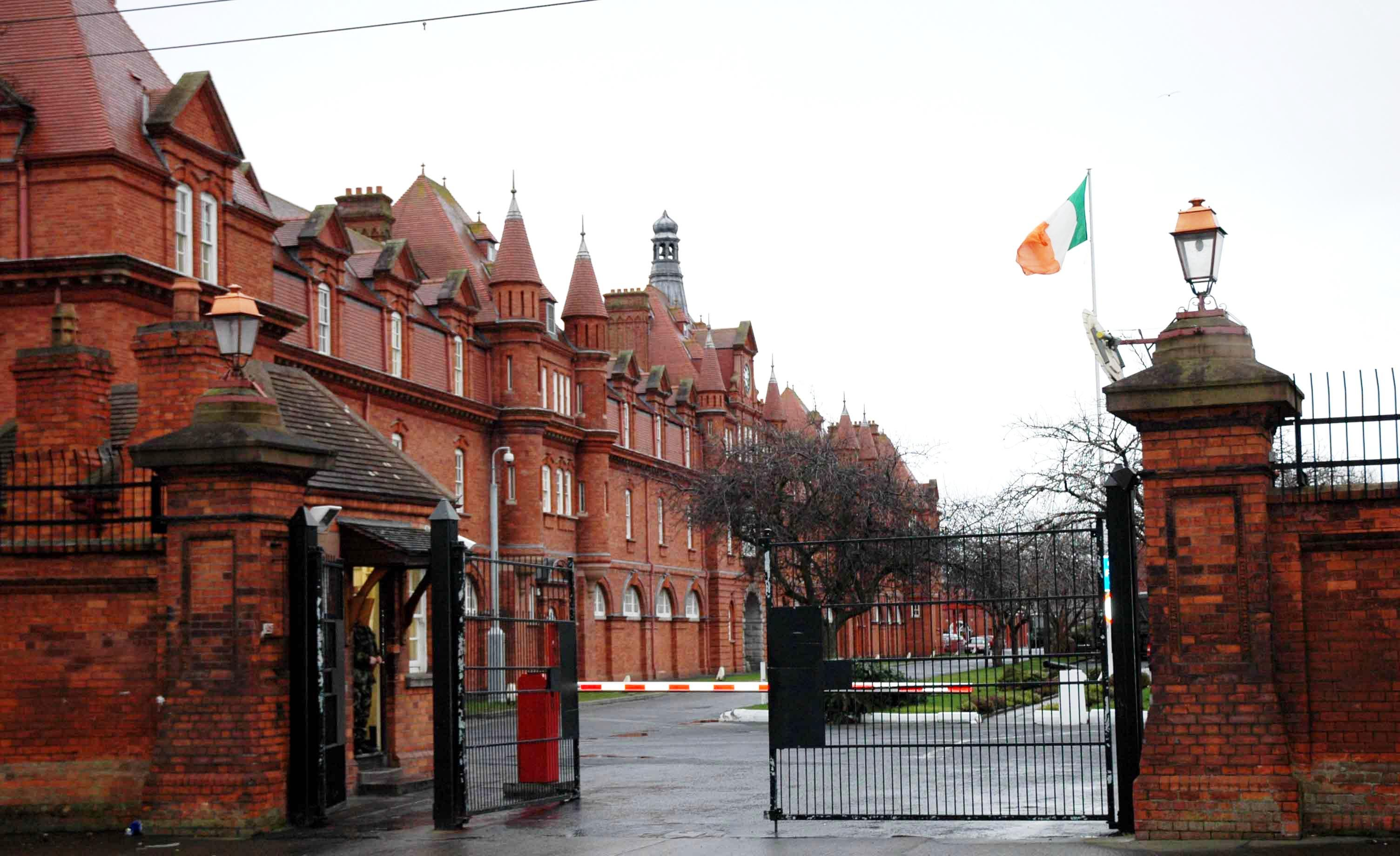
Eingang zur McKee-Kaserne (2014)

Die McKee-Kaserne (irisch Dún Mhic Aoidh, englisch McKee Barracks) befindet sich in der irischen Hauptstadt Dublin.

## Geschichte
Die Kaserne wurde ab 1888 bis 1892 für die britische Armee in unmittelbarer Nähe zum Phoenix Park erbaut und trug zunächst den Namen Grangegorman Barracks nach der Gegend, dem Grangegorman Parrish, in der sie stand. Kurze Zeit später wurde sie nach John Churchill, 1. Duke of Marlborough, in Marlborough Barracks umbenannt. Sie war im Laufe ihrer frühen Geschichte die Heimat unterschiedlicher britischer Einheiten, hauptsächlich Kavallerie, und beherbergte auch nahezu 900 Pferde.
Wie im Anglo-Irischen Vertrag von 1921 vereinbart, nahm der junge Irische Freistaat (1922–1937) die Kaserne im Jahr 1922 in Besitz. Im Jahr 1926 wurde ihr Name geändert zu Ehren von Richard McKee (irisch Risteárd Mhic Aoidh), genannt „Dick“, einem ehemaligen hochrangigen Mitglied der Old IRA.
Ebenfalls im Jahr 1926 weihte Douglas Hyde, der spätere erste Präsident der Republik Irland, den ersten irischen Rundfunksender ein. Dieser trug das Rufzeichen 2RN und stand auf dem Kasernengelände. Technisch handelte es sich um eine Sendeanlage nach Marconi, einen Knallfunkensender mit 1,5 kW Ausgangsleistung. Er sendete auf einer Wellenlänge von 380 m, entsprechend einer Frequenz von rund 790 kHz, also im unteren Mittelwellenband. Bis 1932 wurde der Standort des Senders nach Moydrum, keine 5 km östlich von Athlone, und damit nahe dem geographischen Mittelpunkt der Insel Irland verlegt. Dies versprach eine optimale Abdeckung des ganzen Landes (siehe auch: Radio Athlone).
Die Kaserne wird weiterhin von den Irischen Streitkräften (IDF) genutzt. Heute befinden sich dort verschiedene Kommandostellen und auch die Reitschule der Irischen Armee (Irish Army Equitation School).